# کایل سالیوان
کایل سالیوان (انگلیسی: Kyle Sullivan؛ زادهٔ ۲۴ سپتامبر ۱۹۸۸) یک هنرپیشه اهل ایالات متحده آمریکا است. وی از سال ۱۹۹۶ میلادی تاکنون مشغول فعالیت بوده‌است.

## گزیده فیلمشناسی
از فیلم‌ها یا برنامه‌های تلویزیونی که وی در آن نقش داشته‌است می‌توان به آثار زیر اشاره کرد.
- سرباز (فیلم ۱۹۹۸) (۱۹۹۸)
- سه‌شنبه‌ها با موری (فیلم) (۱۹۹۹)
- حرکت بزرگ مکس کیبل (۲۰۰۱)
- ساینفلد (۱۹۹۷)
- سرزمین موعود (۱۹۹۸)
- بخش فوریت‌های پزشکی (مجموعه تلویزیونی) (۲۰۰۰)
- نمایش آماندا (۲۰۰۰–۲۰۰۱)
- دنیای مالکوم (۲۰۰۰–۲۰۰۳)
- تمام این‌ها (۲۰۰۲–۲۰۰۵)
- جنگ در خانه (مجموعه تلویزیونی) (۲۰۰۵–۲۰۰۷)